# Frantz Bille

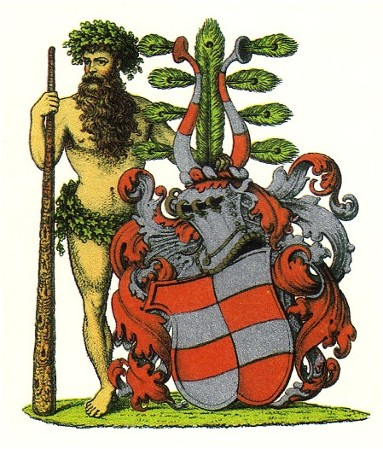
Ätten Billes vapen såsom det avbildades i Danmarks Adels Aarbog 1890.

Frantz Ernst Bille, född den 14 februari 1832, död den 10 juni 1918, var en dansk diplomat, son till viceamiralen Steen Andersen Bille.
Bille var ursprungligen ingenjörsofficer. Han var dansk minister i Stockholm 1872–1890, minister i London 1890–1908 och delegerad vid konferensen i Haag 1899.